# Mark Hollis (cantante)
Mark David Hollis (Tottenham, 4 gennaio 1955 – Londra, 25 febbraio 2019) è stato un cantautore e compositore britannico, noto soprattutto per essere stato il cantante e principale autore del gruppo Talk Talk. Si ritirò ufficialmente dalle scene musicali nel 1998.

## Biografia
Artista eclettico e poco incline alla mondanità tipica della scena musicale, Mark Hollis è ricordato soprattutto come cantante del gruppo musicale dei Talk Talk. Fu lui che, al fianco del membro non ufficiale Tim Friese-Greene, portò a evolvere lo stile del gruppo dal New romantic degli esordi a una musica notevolmente più astratta e complessa, assimilabile a quello che successivamente sarebbe stato conosciuto come post-rock.
Nel 1998 realizzò il suo unico album da solista, l'omonimo Mark Hollis, accolto molto positivamente dalla critica. Subito dopo si ritirò dalle scene, riapparendo negli anni solo per sporadiche collaborazioni in album di altri artisti.

Morì il 25 febbraio 2019 all'età di 64 anni dopo una breve malattia.

## Discografia solista
- 1998 - Mark Hollis

## Collaborazioni
- Hollis suonò il pianoforte nel brano Piano dell'album di musica minimalista AV 1 di Phill Brown e Dave Allinson del 1998,[3] usando lo pseudonimo John Cope.
- Hollis suonò il piano nel brano Chaos dell'album trip hop Psyence Fiction di Unkle nel 1998.[3]
- Hollis collaborò all'album del 2001 di Anja Garbarek, Smiling & Waving.
- Hollis compose il brano ARB Section 1 che accompagna i titoli di coda dell'episodio 6 dal titolo Backflash della seconda stagione di Boss, andato in onda il 21 settembre 2012 su Starz.